# 拉法日蒙蒂韦尔努
拉法日蒙蒂韦尔努（法語：La Fage-Montivernoux，法語發音：[la faʒ mɔ̃tivɛʁnu]）是法国洛泽尔省的一个市镇，属于芒德区。

## 地理
拉法日蒙蒂韦尔努（44°45'29"N, 3°9'9"E）面积37.77 平方千米，位于法国奧克西塔尼大區洛泽尔省，该省份为法国南部内陆省份，北起上盧瓦爾省和康塔爾省，西接阿韦龙省，南至加尔省，东临阿尔代什省。
与拉法日蒙蒂韦尔努接壤的市镇（或旧市镇、城区）包括：诺阿亚克、拉法日圣于连、莱贝松、布里永、圣洛朗德韦雷斯、普兰叙埃若勒-马尔布宗、欧布拉克地区佩尔。

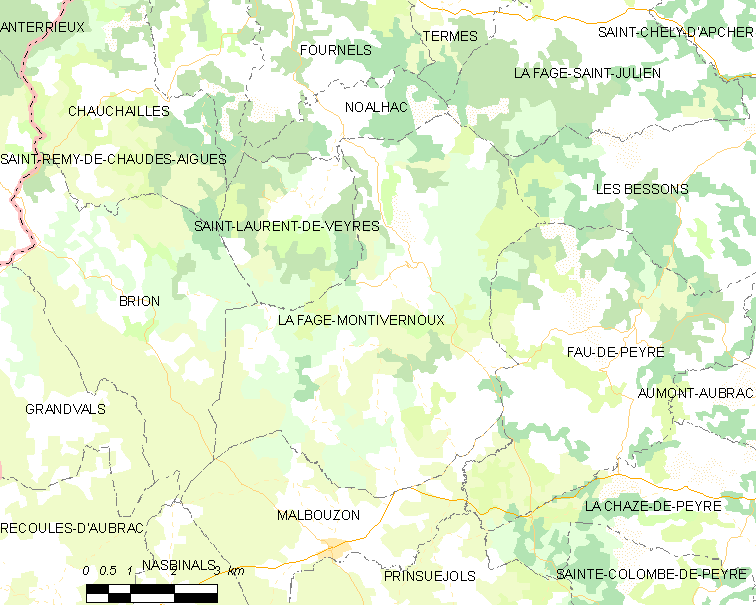
拉法日蒙蒂韦尔努的OSM定位图

拉法日蒙蒂韦尔努的时区为UTC+01:00、UTC+02:00（夏令时）。

## 行政
拉法日蒙蒂韦尔努的邮政编码为48310，INSEE市镇编码为48058。

## 政治
拉法日蒙蒂韦尔努所属的省级选区为欧布拉克地区佩尔县。

## 人口

1962-2008年间拉法日蒙蒂韦尔努人口变化图示

拉法日蒙蒂韦尔努于2022年1月1日时的人口数量为133人。